# Liste der Golfplätze der Steiermark
Die Liste der Golfplätze der Steiermark bietet eine Übersicht über alle Golfplätze in der Steiermark mit Stand 2018.
| Bad Aussee |

| Bad Gleichenberg |

| Bad Loipersdorf |

| Bad Waltersdorf |

| Deutschlandsberg |

| Frohnleiten |

| Gleisdorf |

| Andritz |

| Murauen |

| Liebenau |

| Puntigam |

| Hart bei Graz |

| Haus |

| Irdning |

| Klöch |

| Langenwang |

| Lebring-Sankt Margarethen |

| Leibnitz |

| Liezen |

| Maria Lankowitz |

| Neumarkt in der Steiermark |

| Passail |

| St. Georgen ob Murau |

| St. Lorenzen im Mürztal |

| Schladming |

| Spielberg |

| Thal |

| Trofaiach |

| Region         | Bezirk               | Gemeinde                   | Club                                 | Ort                     | Typ      | Loch | Par | Anmerkung  |
| -------------- | -------------------- | -------------------------- | ------------------------------------ | ----------------------- | -------- | ---- | --- | ---------- |
| Obersteiermark | Liezen               | Bad Aussee                 | GC Ausseerland                       | Lerchenreith            | Parkland | 9    | 70  |            |
| Oststeiermark  | Weiz                 | Bad Gleichenberg           | GC                                   | Bad Gleichenberg        | Parkland | 9    | 72  |            |
| Oststeiermark  | Hartberg-Fürstenfeld | Bad Waltersdorf            | GC                                   | Buchgraben              | Parkland | 18   | 72  | Live-Cam   |
| Südsteiermark  | Deutschlandsberg     | Deutschlandsberg           | GC Frauenthal                        | Schloss Frauenthal      | Parkland | 18   | 72  |            |
| Zentralraum    | Graz Umgebung        | Frohnleiten                | GC Murhof                            | Adriach-Schrauding-Badl | Parkland | 18   | 72  |            |
| Oststeiermark  | Weiz                 | Gleisdorf                  | GC Gut Freiberg                      | Wollersdorf             | Parkland | 18   | 72  |            |
| Zentralraum    | Graz                 | Graz                       | Golfzentrum Andritz                  | Andritz                 | Parkland | 9    | 54  |            |
| Zentralraum    | Graz                 | Graz                       | GC Grazer Murauen                    | Thondorf                | Parkland | 9    | 30  |            |
| Zentralraum    | Graz                 | Graz                       | GC Liebenau                          | Murstätten/Oedt         | Parkland | 9    | 72  |            |
| Zentralraum    | Graz                 | Graz                       | GC Puntigam                          | Puntigam                | Parkland | 9    | 58  |            |
| Zentralraum    | Graz-Umgebung        | Hart bei Graz              | GC Klockerhof                        | Haberbach-Gleichweit    | Parkland | 9    | 28  |            |
| Obersteiermark | Liezen               | Haus                       | Golf- & Countryclub Dachstein Tauern | Oberhaus                | Parkland | 18   | 71  |            |
| Obersteiermark | Liezen               | Irdning-Donnersbachtal     | GC Schloss Pichlarn                  | Pichlarn-Gatschen       | Parkland | 18   | 72  |            |
| Oststeiermark  | Südoststeiermark     | Klöch                      | GC Traminergolf                      | Pölten-Pirchweingarten  | Parkland | 18+9 | 72  |            |
| Zentralraum    | Graz-Umgebung        | Langenwang                 | GC Schloss Feistritz                 | Feistritz               | Parkland | 18   | 72  |            |
| Oststeiermark  | Leibnitz             | Lebring-Sankt Margarethen  | GC                                   | Murstätten/Oedt         | Parkland | 18+9 | 72  |            |
| Oststeiermark  | Leibnitz             | Leibnitz                   | Golfpark Grottenhof                  | Kaindorf-Grottenhof     | Parkland |      |     | in Planung |
| Obersteiermark | Liezen               | Liezen                     | GC Ennstal                           | Weißenbach bei Liezen   | Parkland | 18   | 70  |            |
| Oststeiermark  | Hartberg-Fürstenfeld | Bad Loipersdorf            | GC                                   | Gillersdorf             | Parkland | 18+9 | 72  |            |
| Weststeiermark | Voitsberg            | Maria Lankowitz            | GC Erzherzog Johann                  | Pibersteiner See        | Parkland | 18   | 72  |            |
| Obersteiermark | Murau                | Neumarkt in der Steiermark | Styrian Mountain                     | Mariahof                | Parkland | 18   | 72  |            |
| Oststeiermark  | Weiz                 | Passail                    | Golfclub Almenland                   | Postwirtsiedlung        | Parkland | 18   | 72  |            |
| Obersteiermark | Murau                | Sankt Georgen ob Murau     | GC Murau-Kreischberg                 | Marbach                 | Parkland | 18   | 72  |            |
| Obersteiermark | Bruck-Mürzzuschlag   | Sankt Lorenzen im Mürztal  | GC                                   | Gassing                 | Parkland | 9    | 70  |            |
| Obersteiermark | Liezen               | Schladming                 | GC Kobaldhof                         | Pichl-Vorberg           | Parkland | 9    | 30  |            |
| Obersteiermark | Murtal               | Spielberg                  | GC Murtal                            | Sachendorf              | Parkland | 18   | 72  |            |
| Zentralraum    | Graz-Umgebung        | Thal                       | GC Thalersee                         | Hardt                   | Parkland | 18+9 | 71  |            |
| Obersteiermark | Leoben               | Trofaiach                  | GC Raiting-Gai                       | Schardorf-Gai           | Parkland | 18   | 71  |            |